# GUSTAVO-Kantone
Als GUSTAVO-Kantone werden die Schweizer Kantone bezeichnet, in welchen die Gebäudeversicherung gegen Feuer- und Elementarschäden anstelle einer kantonalen Versicherung bei einer privaten Versicherung abgeschlossen werden kann oder muss.
Folgende Kantone gehören zu den GUSTAVO-Kantonen:
- Genève (Genf)
- Uri
- Schwyz
- Ticino (Tessin)
- Appenzell Innerrhoden
- Valais (Wallis)
- Obwalden

Dabei stellen die Kantone Genf, Tessin, Appenzell Innerrhoden und Wallis die einzigen vier Kantone dar, in denen die Gebäudeversicherung nicht obligatorisch ist.
Bei den Kantonen Uri, Schwyz und Obwalden ist die Gebäudeversicherung obligatorisch, jedoch nicht über die kantonale Gebäudeversicherung, sondern über Privatversicherungen.
Eine Ausnahme bildet der Bezirk Oberegg im Kanton Appenzell Innerrhoden, welcher im Gegensatz zum Rest des Kantons ein Versicherungsobligatorium bei der zur Bezirksverwaltung gehörenden Gebäudeassekuranz des Bezirkes Oberegg kennt.
Das Versicherungsvertragsgesetz (VVG) regelt in den Kantonen mit Versicherungsobligatorium für Gebäude gegen Feuer und Elementarschaden, jedoch ohne Monopolstellung eines Versicherers, die Kündigungsmöglichkeit speziell. Nach Artikel 54 Abs. 2 geht die Police (der Versicherungsvertrag) von bisherigen Versicherungsnehmer (Liegenschaftsverkäufer) auf den neuen Eigentümer (Liegenschaftskäufer) über (wird neuer Versicherungsnehmer) sofern dieser nicht binnen 30 Tagen den Vertrag schriftlich kündigt.